# Kram-It/HRD
Kram-It fou una empresa italiana fabricant de motocicletes de fora d'asfalt que tingué activitat entre el 1976 i el 1998. Fundada a Arcore, província de Monza i Brianza, el nom li venia de Kramer-Itàlia, ja que l'empresa començà fabricant sota llicència les motocicletes d'aquesta marca alemanya (amb seu a Laubuseschbach, a la regió de Gießen). El 1985, n'adquirí els drets i plànols i fou la responsable de la tercera època de la firma alemanya.
El 1987, Kram-It es va associar amb un petit fabricant italià que havia estat fundat a Varese el 1980, HRD Motor (de Happy Red Devils), i el nom de l'empresa es va canviar a Kram-It/HRD, mentre que la seu es va traslladar a Gazzaniga, província de Bèrgam.

## Història

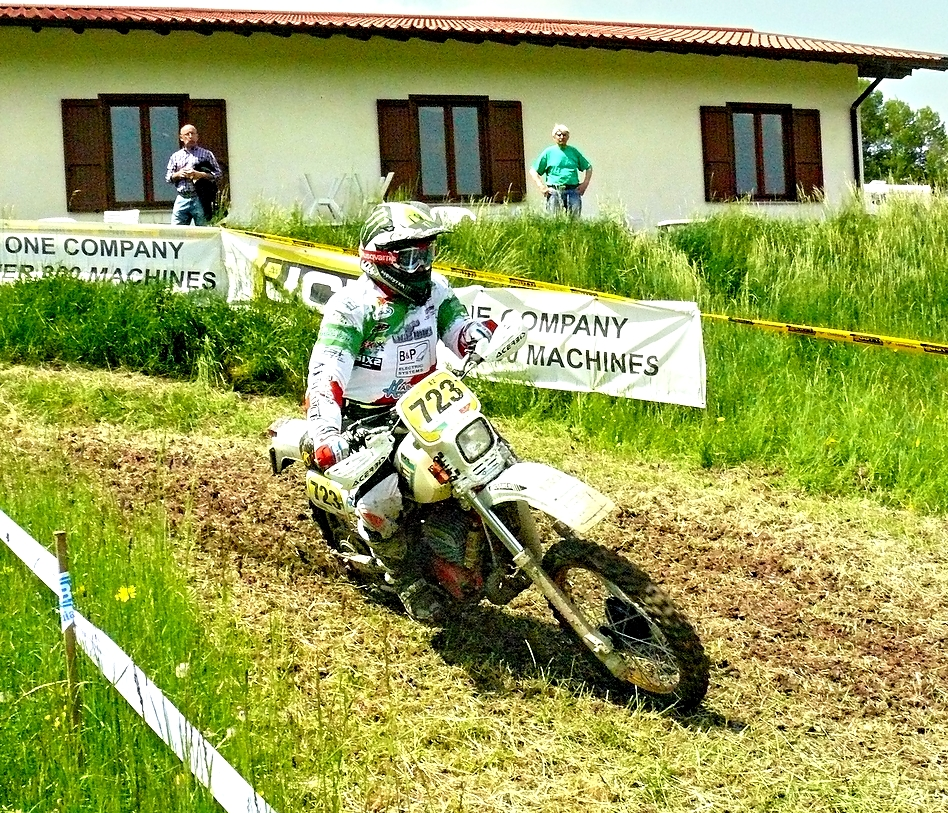
Una Kram-It 125 de finals dels 80 en un enduro "vintage" a Itàlia el 2017

Un cop associada amb HRD, Kram-It es va dedicar a fabricar exclusivament models d'enduro i motocròs equipats amb motors Minarelli de 50 i 80 cc i Rotax de 125 i 250 cc, als quals s'hi va afegir alguna versió de 300 cc. A finals de 1989 l'empresa va fer fallida i es vengué la concessió de la marca alemanya Kramer, que fou adquirida en pública subhasta per Reinhard Hallat, aleshores l'importador de Rotax per a Alemanya.
La branca supervivent, HRD, passà per diverses vicissituds, amb canvis de propietat i de seu inclosos, fins que va acabar a Occitània -concretament a Sant Juèri (Tarn)- com a HRD Industrie. Durant uns anys, a banda dels models de fora d'asfalt, HRD Industrie va fabricar ciclomotors i models de supermoto. Finalment, a causa dels problemes financers que patia, HRD va ser adquirida el 1998 per Sherco, empresa catalana fabricant de motocicletes de trial, la qual s'establí aleshores a Nimes.